# Henri Trynes
Henri Trynes (Leunen, 1853 - Venray, 1917) was een Nederlands ondernemer en tussen 1886 en 1899 raadslid en lid van de Provinciale Staten van Limburg. Hij begon een steenfabriek in 1899 en was heroprichter van de schutterij "Het Zandakker". 
Zijn naam is ook verbonden aan de geschiedenis van de psychiatrische zorg in Limburg. Door zijn inspanningen werd de instelling (gesticht) Sint Servatius voor mannen door de Broeders van Liefde in Venray gebouwd. Later was hij ook betrokken bij de vestiging van de instelling Sint Anna voor vrouwen door Zusters van Liefde in 1908. Deze instelling bestaat nog steeds en heet tegenwoordig Vincent van Gogh, voor geestelijke gezondheidszorg.